# Úrvalsdeild Karla 1963
La Úrvalsdeild Karla 1963 fue la 52.ª edición del campeonato de fútbol islandés. El campeón fue el KR Reykjavík, que clasificó a la Copa de Campeones de Europa 1964-65. ÍBA descendió a la 1. deild karla.

## Tabla de posiciones
|   | Equipo          | PJ | PG | PE | PP | GF | GC | Dif | Pts |
| - | --------------- | -- | -- | -- | -- | -- | -- | --- | --- |
| 1 | KR Reykjavik    | 10 | 7  | 1  | 2  | 27 | 16 | +11 | 15  |
| 2 | ÍA              | 10 | 6  | 1  | 3  | 25 | 17 | +8  | 13  |
| 3 | Valur Reykjavik | 10 | 4  | 2  | 4  | 20 | 20 | +0  | 10  |
| 4 | Fram Reykjavik  | 10 | 4  | 1  | 5  | 11 | 20 | -9  | 9   |
| 5 | Keflavík        | 10 | 3  | 1  | 6  | 15 | 19 | -4  | 7   |
| 6 | ÍBA             | 10 | 2  | 2  | 7  | 16 | 22 | -6  | 6   |